# Šarūnas Bartas
Šarūnas Bartas (* 16. srpna 1964 Šiauliai) je litevský filmový režisér. Svou kariéru zahájil v polovině osmdesátých let, kdy hrál v seriálu Šestnadcatiletnije. V roce 1986 natočil krátkometrážní studentský film Tofolaria, nyní ztracený. V letech 1986 až 1991 studoval v Moskvě. Roku 1989 založil první litevské filmové studio Kinema. Jeho celovečerním debutem je snímek Tri dňa z roku 1992. V jeho prvních třech celovečerních filmech hrála jeho manželka Jekatěrina Golubeva, která je rovněž spoluautorkou scénáře k jeho čtvrtému snímku Namai (1997).

## Filmografie
- Tri dňa (1992)
- Koridorius (1995)
- Few of Us (1996)
- Namai (1997)
- Freedom (2000)
- Vizije Evrope (2004; segment)
- Septyni nematomi zmones (2005)
- Východní proud (2010)
- Spočinout jen ve snu (2015)
- Mráz (2017)
- Au Crépuscule (2020)